# Distretto di Agedabia
Il distretto di Agedabia (in arabo شعبية إجدابيا) è stato uno dei 32 distretti della Libia; con la riforma del 2007 è entrato a far parte del distretto di al-Wahat.
Si trovava nella regione storica della Cirenaica. Capoluogo era la città di Agedabia; altri centri importanti erano Az Zuwaytinah e Brega.

## Geografia fisica
Agedabia confinava a nord con il Mar Mediterraneo e con i seguenti distretti:
- Distretto di al-Hizam al-Akhdar a nord-est;
- Distretto di al-Wahat ad est;
- Distretto di Cufra a sud-est;
- Distretto di Giofra a sud-ovest;
- Distretto di Sirte a ovest.